# 為你鍾情 (2010年電影)
《為你鍾情》是一部2010年上映的香港電影。郭子健執導，百仕活影視製作有限公司攝製，寰亞電影發行有限公司發行。

## 劇情
穎自小知道母親方穎芝自她出生以後便離世，自己由養父和外公撫養成人。直至一天穎被從事科研的養父告知了自己的身世和一個秘密，就是其實母親方穎芝的軀體只是被冷藏，而且時機已經成熟可以嘗試被重新復活。於是穎把母親從冷藏之中激活，發現母親除了仍然保持被冷藏時的青春和記憶外，還是一個性格外向、活潑好動而且仍然生活在1980年代的少女。但穎與被解凍的母親方穎芝卻對當年兩小無猜的情人，穎的生父張偉傑的去向無從稽考。於是兩母女共同去尋找自己的情人與父親，並在尋找的過程中帶出方穎芝與張偉傑的一段年少往事。

## 簡介
本片以已故歌手張國榮同名歌曲作為靈感及電影的引子，整部電影亦為張國榮多首名曲所貫穿，對張國榮致敬。
除此以外，電影亦出現許多1980年代所流行的事物，展現一股對當時的懷舊氣息：
- 張國榮多首當時流行的作品如〈為你鍾情〉、〈一片痴〉、〈Monica〉、〈側面〉；及1980年代流行歌曲張瑪莉 / 葉德嫻 / 張國榮 的名曲〈明星〉；Michael Jackson名曲〈Beat It〉等
- 事物如錄音帶、隨身聽、非空調巴士、BOY LONDON 手錶
- 當時極流行的的士高文化
- 已經於香港全面結業的八佰伴百貨
- 當時對越南船民採用的「北漏洞拉」廣播
- 提及當時流行的日本明星的名字，如山口百惠、松田優作、松田聖子、中森明菜

## 演員
- 文詠珊 飾 方穎芝 / Monica
- 李治廷 飾 張偉傑（少年）
- 黎　明 飾 張偉傑（中年）
- 衛　蘭 飾 穎
- 狄　龍 飾 方穎芝父
- 張堅庭 飾 穎養父
- 邵音音 飾 張偉傑母
- 劉浩龍 飾 私家偵探 Leslie
- 單立文 飾 國強（中年）
- 鄒凱光 飾 文
- 谷德昭 飾 朗
- 鄭保瑞 飾 的士高顧客
- 楊潮凱 飾 國強（少年）
- 岑珈其 飾 文（少年）
- 鄭艷麗 飾 麗 / Harriot

## 外部連結
- 開眼電影網上《為你鍾情》的資料（繁體中文）
- 香港影庫上《為你鍾情》的資料（繁體中文）
- 时光网上《為你鍾情》的資料（简体中文）
- 豆瓣电影上《為你鍾情》的資料 （简体中文）
- 爛番茄上《為你鍾情》的資料（英文）
- 互联网电影数据库（IMDb）上《為你鍾情》的资料（英文）